# Olympische Zwischenspiele 1906/Leichtathletik – Fünfkampf (Männer)
Der Fünfkampf der Männer bei den Olympischen Zwischenspielen 1906 in Athen wurde am 27. und 28. April 1906 entschieden.
Der Fünfkampf orientierte sich am antiken Pentathlon und enthielt wie dieser vier leichtathletische Disziplinen und den griechisch-römischen Ringkampf.
Es waren folgende Teildisziplinen zu absolvieren:
- Standweitsprung
- Diskuswurf (griechischer Stil)
- Speerwurf
- Stadionlauf (192 m)
- Griechisch-römisches Ringen

Die Wertung wurde durch Addition der Platzziffern aus allen Wettkämpfen vorgenommen. Zum Stadionlauf waren nur noch die besten acht Teilnehmer zugelassen, zum Ringkampf nur noch sechs Sportler.

## Ergebnisse
Platz 1 bis 6 nach fünf Disziplinen
| Platz | Athlet            | Land     | Weit | Diskus | Speer | Lauf | Ringen | Gesamt |
| ----- | ----------------- | -------- | ---- | ------ | ----- | ---- | ------ | ------ |
| 1     | Hjalmar Mellander | Schweden | 7    | 5      | 5     | 4    | 3      | 24     |
| 2     | István Mudin      | Ungarn   | 6    | 1      | 9     | 8    | 1      | 25     |
| 3     | Eric Lemming      | Schweden | 15   | 2      | 1     | 7    | 4      | 29     |
| 4     | Uno Häggman       | Finnland | 18   | 9      | 2     | 3    | 2      | 34     |
| 5     | Lawson Robertson  | USA      | 1    | 17     | 11    | 1    | 6      | 36     |
| 6     | Knut Lindberg     | Schweden | 16   | 11     | 3     | 2    | 5      | 37     |

Platz 7 und 8 nach vier Disziplinen
| Platz | Athlet           | Land        | Weit | Diskus | Speer | Lauf | Ringen | Gesamt |
| ----- | ---------------- | ----------- | ---- | ------ | ----- | ---- | ------ | ------ |
| 7     | Edward Archibald | Kanada      | 10   | 13     | 4     | 6    |        | 33     |
| 8     | Julius Wagner    | Deutschland | 8    | 6      | 18    | 5    |        | 37     |

Weitere Teilnehmer nach drei Disziplinen
| Platz | Athlet             | Land         | Weit | Diskus | Speer | Lauf | Ringen | Gesamt |
| ----- | ------------------ | ------------ | ---- | ------ | ----- | ---- | ------ | ------ |
| 9     | Theodor Scheidl    | Österreich   | 2    | 10     | 21    |      |        | 33     |
| 10    | György Luntzer     | Ungarn       | 24   | 4      | 6     |      |        | 34     |
| 11    | Christos Parsalis  | Griechenland | 12   | 14     | 10    |      |        | 36     |
| 12    | Arthur Mallwitz    | Deutschland  | 4    | 20     | 14    |      |        | 38     |
| 12    | Miroslav Šustera   | Böhmen       | 23   | 3      | 12    |      |        | 38     |
| 14    | Wilhelm Ritzenhoff | Deutschland  | 17   | 8      | 16    |      |        | 41     |
| 14    | František Souček   | Böhmen       | 20   | 15     | 6     |      |        | 41     |
| 16    | Willy Dörr         | Deutschland  | 22   | 7      | 15    |      |        | 44     |
| 17    | Karl Kaltenbach    | Deutschland  | 18   | 12     | 17    |      |        | 47     |
| 17    | Heikki Åhlman      | Finnland     | 21   | 18     | 8     |      |        | 47     |
| 19    | Emilio Brambilla   | Italien      | 5    | 21     | 22    |      |        | 48     |
| 20    | Henri Baur         | Österreich   | 11   | 16     | 24    |      |        | 51     |
| 21    | Daniel Sullivan    | USA          | 9    | 22     | 23    |      |        | 54     |
| 22    | Gustav Krojer      | Österreich   | 12   | 24     | 20    |      |        | 56     |
| 22    | Pál Vargha         | Ungarn       | 24   | 19     | 13    |      |        | 56     |
| 24    | Franz Solar        | Österreich   | 26   | 23     | 19    |      |        | 68     |
|       | Martin Sheridan    | USA          | 3    |        |       |      |        | DNF    |
|       | André Désfarges    | Frankreich   | 12   |        |       |      |        | DNF    |

Wettkampfverlauf
Als das Feld nach drei Teildisziplinen auf acht Starter dezimiert wurde, lag der Ungar Mudin vor den beiden Schweden in Führung. Der Österreicher Scheidl, der nach Weitsprung und Diskuswurf noch auf Platz 2 gelegen hatte, verpasste durch einen schwachen Speerwurf die vorderen acht Ränge.
Mudin war ein kräftiger Athlet, der im anschließenden Stadionlauf seinen Schwachpunkt hatte und dort nur Letzter wurde. Durch Platz zwei im Lauf schob sich der Schwede Lindberg noch auf Platz sechs vor und konnte damit zum Ringen antreten, während der Kanadier Archibald als Laufsechster auf Platz sieben abrutschte. Mellander übernahm nach der vierten Disziplin erstmals die Gesamtführung.
Trotz seines erwarteten Sieges im Ringkampf blieb Mudin schließlich um einen Punkt hinter Mellander, der hier seine beste Einzelplatzierung erreichte. Mit dem Schweden siegte der ausgeglichenste Athlet des Feldes. Mellander war zwar in keiner Teildisziplin besser als auf Platz 3, doch auch niemals schlechter als Siebenter (bei noch vollzähligem Feld im Standweitsprung).
Einzelergebnisse
Einzelleistungen sind nur für den Standweitsprung und den Diskuswurf verzeichnet, und auch da nur für die ersten Drei:
- Standweitsprung: 1. Robertson 2,955 m – 2. Scheidl 2,90 m – 3. Sheridan 2,855 m
- Diskuswurf: 1. Mudin 32,64 m – 2. Lemming 31,29 m – 3. Šustera 28,43 m

1. ↑  Datumsangabe gemäß "Sports-Reference". Kluge datiert den Wettkampf auf den 28. und 30. April.
2. ↑  Der als Favorit geltende Sheridan hatte sich im Training verletzt und zog nach dem ersten Teilwettkampf zurück.